# Akalla (metropolitana di Stoccolma)
Akalla è una stazione della metropolitana di Stoccolma.
Situata nell'omonima area, Akalla è il capolinea settentrionale della linea blu T11. Si tratta della stazione ubicata più a nord di tutta la rete metroviaria locale. Sul tracciato, la fermata successiva è quella di Husby.
L'apertura ufficiale della stazione è avvenuta il 5 giugno 1977, lo stesso giorno in cui fu inaugurato il tratto da Hallonbergen fino ad Akalla.
La fermata dispone di due biglietterie e due binari sotterranei, i quali sono collocati a circa 20 metri sotto il livello del suolo. Progettata dagli architetti Michael Granit e Per H. Reimers, la stazione presenta degli interni decorati dall'artista Birgit Ståhl-Nyberg, con ceramiche che ritraggono momenti di vita quotidiana, come lavoro e tempo libero, con l'ocra utilizzato come colore dominante.
Durante un normale giorno lavorativo vi transitano in media circa 5.400 persone. L'altro capolinea, quello di Kungsträdgården, è da qui distante circa 17,9 chilometri.

## Tempi di percorrenza
| Linea | Capolinea       | Tempo  | Stazione                                             | Tempo                       |
| T11   | Kungsträdgården | 22 min | Solna centrum Västra skogen Fridhemsplan T-Centralen | 11 min 13 min 17 min 20 min |

## Galleria d'immagini

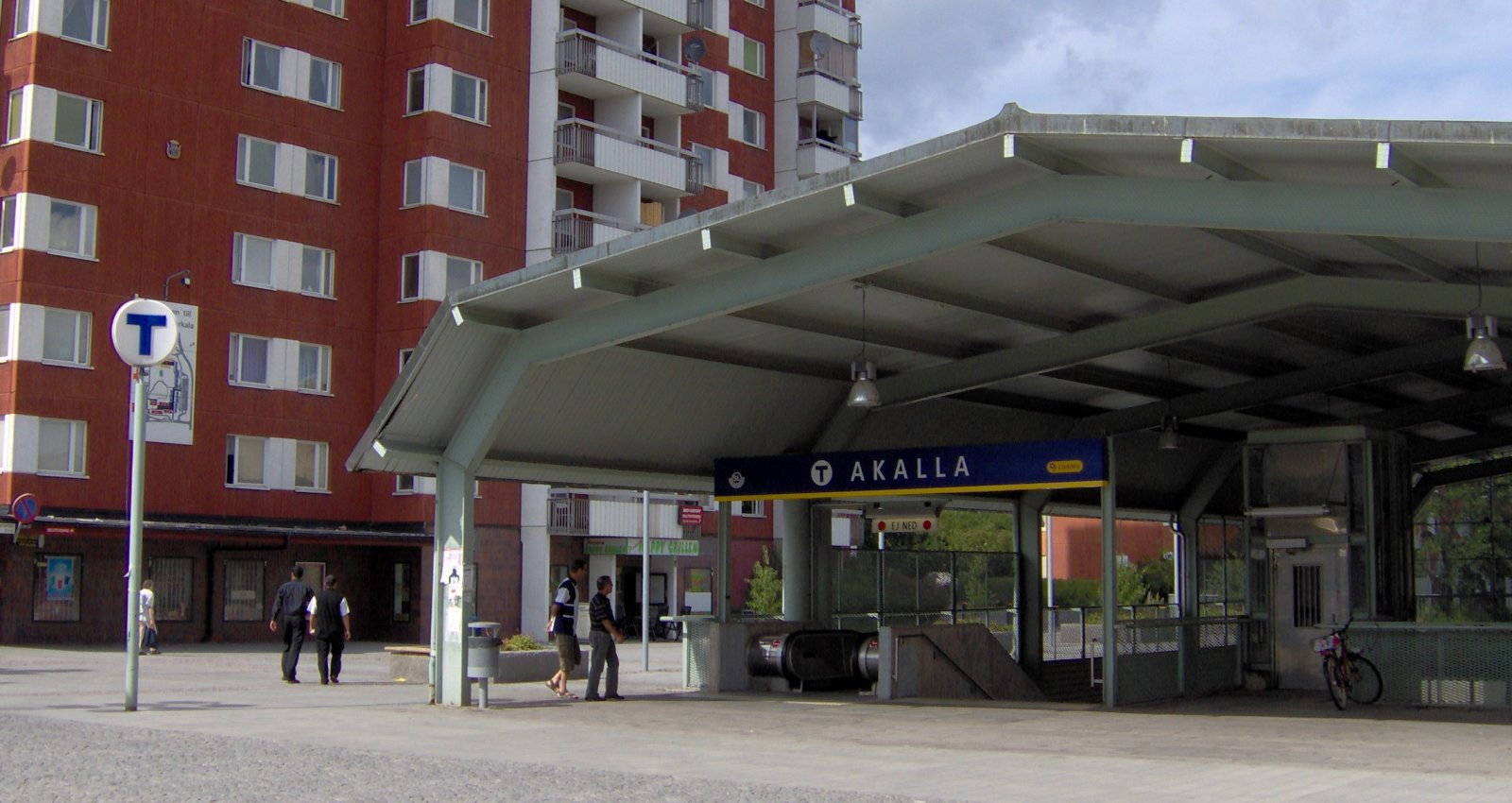
Ingresso sulla Akalla torg
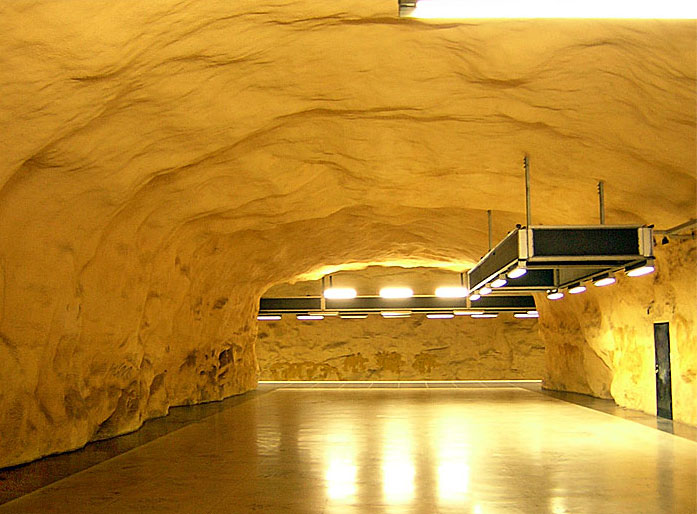
Interno della stazione